# Ізаак Соуза
Ізаак Соуза (порт. Isaac Souza, 23 червня 1999) — бразильський стрибун у воду.
Учасник Олімпійських Ігор 2020 року, де в стрибках з 10-метрової вишки посів 10-те місце.